# Rörelse (fysiologi)
Rörelse beskriver inom fysiologin de muskulära samt neurologiska processer och mekanismer som är involverade vid rörelser av rörelseapparaten av olika slag. Dessa kan grovt indelas i viljestyrda och ej viljestyrda rörelser.

## Viljestyrda rörelser

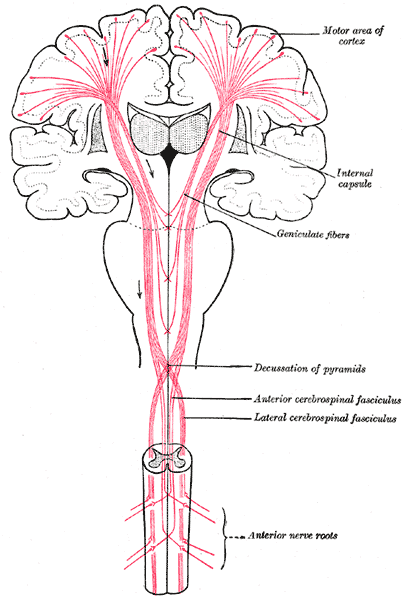
Nervbanor i centrala nervsystemet som är associerade med viljestyrda rörelser.

1. Viljestyrda rörelser initieras i motorassociationsarean av frontallobens bark. Här formuleras den avsedda rörelsen.
2. Informationen överförs till premotorarean (primära motorcortex) i gyrus praecentralis, som är den mest anteriora av frontallobens delar. Här tas signalen emot av pyramidceller (även kallade övre motorneuron), som bearbetar signalen och skickar en impuls till basala ganglierna.
3. I basala ganglierna går signalen genom en feedbackbana, där det avgörs när den avsedda rörelsen skall initieras. Signalering går sedan till talamus, som i sin tur skickar tillbaks signalering om när rörelsen skall utföras till premotorarean av gyrus praecentralis.
4. Informationen går sedan ner till förlängda märgen, specifikt pyramiderna, som ligger på förlängda märgens anteriora del. Här decusserar nervbanorna, dvs. byter sida från höger till vänster. Signalerna överförs till efferenta motorneuron, och en del av signalerna går till cerebellum/lillhjärnan.
5. De efferenta nerverna agerar på skelettmuskulaturen och får den att kontrahera eller relaxera. Information om hur detta sker går från mekanoreceptorer i musklerna via afferenta nerver till lillhjärnan.
6. Pyramidceller i cerebellum, eller lillhjärnan, tar signaler från primära motorcortex om den avsedda rörelsen och jämför detta med hur rörelsen faktiskt har utförts med information från de afferenta (ingående) signalerna från skelettmuskulaturens mekanoreceptorer, som känner av musklernas position.
7. Om pyramidcellerna i lillhjärnan upptäcker en diskrepans mellan den avsedda rörelsen och den faktiska rörelsen skickar den signaler till:
8. Djupt belägna kärnor i lillhjärnan, Deep cerebral cortex, som i sin tur skickar vidare signalen till:
9. Basala ganglierna, som i sin tur skickar signaler till talamus, som i sin tur modulerar de övre motorneuronens signalering till att bättre matcha den avsedda rörelsen.[1]

### Skador på områden involverade i viljestyrd rörelse
- Cerebellum - Om lillhjärnan skadas kommer inte ens viljestyrda rörelser att korrigeras ordentligt. Man får då osäkra eller vajande rörelser, som kan påminna om rörelsemönstet man ser hos någon som trevar i mörkret.
- Basala ganglierna - skador här, eller på de dopaminproducerande neuron som påverkar basala ganglierna (nervceller i svarta kärnan, substantia nigra), kommer att påverka timingen hos rörelser. Personer som drabbats av parkinsons sjukdom har fått skador på dessa dopaminproducerande nerver. En som inte har väl fungerande basala ganglier kommer att få ryckiga, tvekande rörelser. De får svårt att sätta igång viljestyrda rörelser.
- Corpus striatum, som är en del av basala ganglierna. Vid huntingtons sjukdom drabbas detta område. Detta medför att den drabbade får ofrivilliga rörelser, får svårt att bedöma vilken kraft som behövs för att utföra en rörelse samt får försämrad avståndbedömning. Orsaken verkar ligga i en översignalering från basala ganglierna, orsakad av överdriven glutaminerg stimulans.
- Förlamning, om någon av nervbanorna i ryggmärgen skadas så kan inte viljestyrda rörelser utföras, eftersom signalvägen är avbruten. Vid förlamning kan inte heller sträckreflexen hämmas, och man ser en hyperreflexivitet hos den drabbade.

## Ej viljestyrda rörelser

### Monosynaptiska reflexer

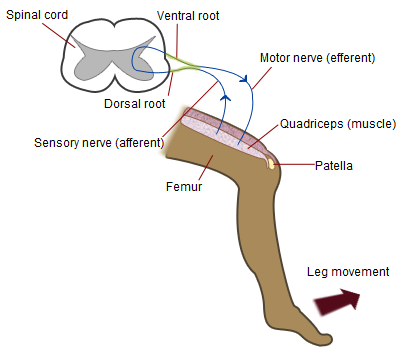
Patellarreflexen.

Dessa involverar en enkel loop där en afferent nerv med sträckreceptor i en skelettmuskel känner av förändringar i muskelns sträckning. Om detta sker signalerar den till nervceller i ryggmärgen, som via efferenta axon utför en antagoniserande muskelkontraktion, dvs. en muskelrörelse som motverkar förändringen. Denna reflex är den enklaste av reflexer, och är viktig exempelvis för att hålla en upprätt position, eller för att hålla armen stilla om den plötsligt utsätts för en högre belastning, som att man håller i ett glas som någon fyller med vatten. 
Reflexen kan undertryckas av motoriska nervsignaler från centrala nervsystemet, vid förlamning orsakad av skador på ryggmärgen så kommer centrala nerrvsystemet inte att undertrycka monosynaptiska reflexer alls, och man får hyperreaktiva reflexer.
När man slår på knäet (egentligen på ledbandet precis under knäskålen) så testar man hur kroppens monosynaptiska reflexer fungerar. Just denna reflex kallas patellarreflexen. Genom att man slår på ledbandet så påverkas sträckreceptorer i benmuskulaturen, vilket gör att nerverna "tror" att benet håller på att vika sig. För att kompensera för detta sträcks benet ut, vilket gör att man "sparkar" i luften.

### Polysynaptiska reflexer
Polysynaptiska reflexer är icke-viljestyrda rörelser som involverar fler nerver än en. Exempel på dessa är den reflex som uppstår då vi upplever smärta, och som får oss att dra oss undan riktningen som smärtan kommer ifrån. På engelska kallas denna reflex för pain withdrawal reflex.